# Superliga 1974/75
Die Saison 1974/75 war die dritte Spielzeit der Superliga, der höchsten spanischen Eishockeyspielklasse. Meister wurde zum dritten Mal Real Sociedad, Vizemeister der FC Barcelona.   

## Teilnehmer
- FC Barcelona
- FC Barcelona II
- Nogaro Bilbao
- CH Jaca
- CH Madrid
- CG Puigcerdà
- Real Sociedad
- CH Txuri Urdin